# Lándzsás szárnyú molyfélék
A lándzsás szárnyú molyfélék (Momphidae) a valódi lepkék (Glossata) alrendjébe tartozó Gelechioidea öregcsalád egyik családja.
Az északi félgömbön terjedtek el; főleg a hegyvidékeken (Mészáros, 2005). Hazánkban tizenhat fajuk él (Pastorális, 2011) – valamennyi a névadó lándzsásmoly (Mompha) nem képviselője.
A lepkék éjszaka aktívak, a mesterséges fényre szívesen repülnek.
A hernyók főként a ligetszépefélék (Onagraceae) családjába tartozó növényeken élnek (Mészáros, 2005).

## Rendszertani felosztásuk a magyarországi fajokkal
A családot huszonhat nemre bontják:
- Anchimompha
- Anybia
- Batrachedrodes
- Batrachedropsis
- Bifascia
- Coccidiphila
- Cyphophora
- Desertidacna
- Gracilosia
- Inflataria
- Isorrhoa
- Lacciferophaga
- Laverna
- Leucophryne
- Licmocera
- Lienigia
- Lophoptilus
- lándzsásmoly (Mompha)
- Moriloma
- Patanotis
- Phalaritica
- Psacaphora
- Semeteria
- Synallagma
- Tenuipenna
- Urodeta